# اچ‌ام‌اس کالیپسو (۱۸۰۵)
اچ‌ام‌اس کالیپسو (۱۸۰۵) (به انگلیسی: HMS Calypso (1805)) یک کشتی بود که طول آن ۱۰۰ فوت ۰ اینچ (۳۰٫۵ متر) بود. این کشتی در سال ۱۸۰۵ ساخته شد.